# Euxoa ducalis
Euxoa ducalis är en fjärilsart som beskrevs av Smith 1907. Euxoa ducalis ingår i släktet Euxoa och familjen nattflyn. Inga underarter finns listade i Catalogue of Life.